# Crociera per le Haway
Crociera per le Haway (Cruise Cat) è un film del 1952 diretto da William Hanna e Joseph Barbera. È il settantunesimo cortometraggio della serie Tom & Jerry, distribuito il 18 ottobre del 1952 dalla Metro-Goldwyn-Mayer.

## Trama
Tom è una mascotte a bordo di una nave da crociera e viene avvertito dal capitano che sarà sostituito da un'altra mascotte se troverà un topo a bordo della nave. Poco dopo Jerry, salito furtivamente sulla nave, lega la coda di Tom a un salvagente e fa una finta richiesta di aiuto, inducendo Tom a lanciare il salvagente e cadere in mare.
Tom ritorna sulla nave e cerca di catturare Jerry, ma fallisce sempre finendo fuori bordo diverse volte. In seguito Tom e Jerry finiscono in un teatro dove viene proiettato Texas Tom, così i due cominciano a guardare il loro film senza inseguirsi. Quando poi Jerry ride di Tom, quest'ultimo lo getta fuori dalla nave. Dopo essere stato afferrato da un gabbiano, Jerry finisce in un vassoio di cibo in cucina. Il capitano elogia Tom per il lavoro fatto, ma, quando arriva il loro cibo, si scopre che il vassoio è quello dove è caduto Jerry (che si è mangiato quasi tutto) con grande orrore di Tom. Infuriato, il capitano lo lancia in una cella. Poco dopo il gatto sente qualcuno suonare, così guarda fuori dall'oblò per vedere cosa succede e vede Jerry che sta facendo surf sulla costa delle Hawaii.

## Edizione italiana
Franco Latini presta la voce al capitano della nave e a Tom; quando quest'ultimo viene chiuso nella stiva con della dinamite, grida in oversound: "Fammi uscire, fammi uscire!". Isa Di Marzio invece, quando Jerry lega la corda del salvagente alla coda di Tom, grida: "Aiuto! Aiuto! Un uomo in mare!".